# جوليا ستايلز
جوليا أوهارا ستايلز (بالإنجليزية: Julia O'Hara Stiles)‏ ممثلة أمريكية من مواليد 28 مارس 1981.

## عن حياتها
ولدت جوليا ستايلز أوهارا في 28 مارس 1981 بمدينة نيويورك الأمريكية وهي من أصل أيرلندي. بدأت حياتها الفنية بسن مبكرة بتقديم أدوار صغيرة بأحد المسارح في أمريكا. وقد تمكنت في فترة وجيزة من تمثيل أدوار قيادية مثل المشاركة في مسرحيات لوليام شكسبير وديفيد ماميت. تخرجت في جامعة كولومبيا عام 2005 وحصلت على شهادة البكالوريوس في الأدب الإنجليزي وقد حصلت على جائزة جوي جاي عام 2010.
في يونيو 2012 أنتجت قناة ويجز مسلسل «بلو» على الإنترنت من بطولة «ستايلز» التي لعبت دور أم وحيدة مع طفلها ذي الثلاث عشرة سنة. تعمل الأم في مكتب، ولتغطية نفقاتها مع دخل المكتب الضئيل فإنها تعمل أيضاً كفتاة ليل، وإلى جوار ذلك عليها أن تقاتل من أجل حماية ابنها من التضارب بين ماضيها المعقد وحاضرها الهش. وقد فازت «ستايلز» بجائزتي الأكاديمية الدولية للتلفزيون على شبكة الإنترنت (IAWTV) في عامي 2013 و2014. وقد عملت الممثلة خلال التصوير مع فنانين مثل: ميشيل فوربس، وجايسي جونزاليس، وأوريا شيلتون.
إلى جانب تميزها الفني، تمكنت جوليا من العمل في مجال الإنسانية وبناء المساكن بكوستاريكا وعملت مع منظمة العفو الدولية لزيادة الوعي للظروف القاسية للمهاجرين.

## وصلات خارجية
- جوليا ستايلز على موقع IMDb (الإنجليزية)
- جوليا ستايلز على موقع ميتاكريتيك (الإنجليزية)
- جوليا ستايلز على موقع روتن توميتوز (الإنجليزية)
- جوليا ستايلز على موقع قاعدة بيانات الأفلام العربية
- جوليا ستايلز على موقع ألو سيني (الفرنسية)
- جوليا ستايلز على موقع ميوزك برينز (الإنجليزية)
- جوليا ستايلز على موقع تيرنر كلاسيك موفيز (الإنجليزية)
- جوليا ستايلز على موقع أول موفي (الإنجليزية)
- جوليا ستايلز على موقع بوكس أوفيس موجو (الإنجليزية)
- جوليا ستايلز على موقع قاعدة بيانات برودواي على الإنترنت (الإنجليزية)